# Spondias purpurea
Spondias purpurea là một loài thực vật có hoa trong họ Đào lộn hột. Loài này được L. miêu tả khoa học đầu tiên năm 1762.

## Hình ảnh

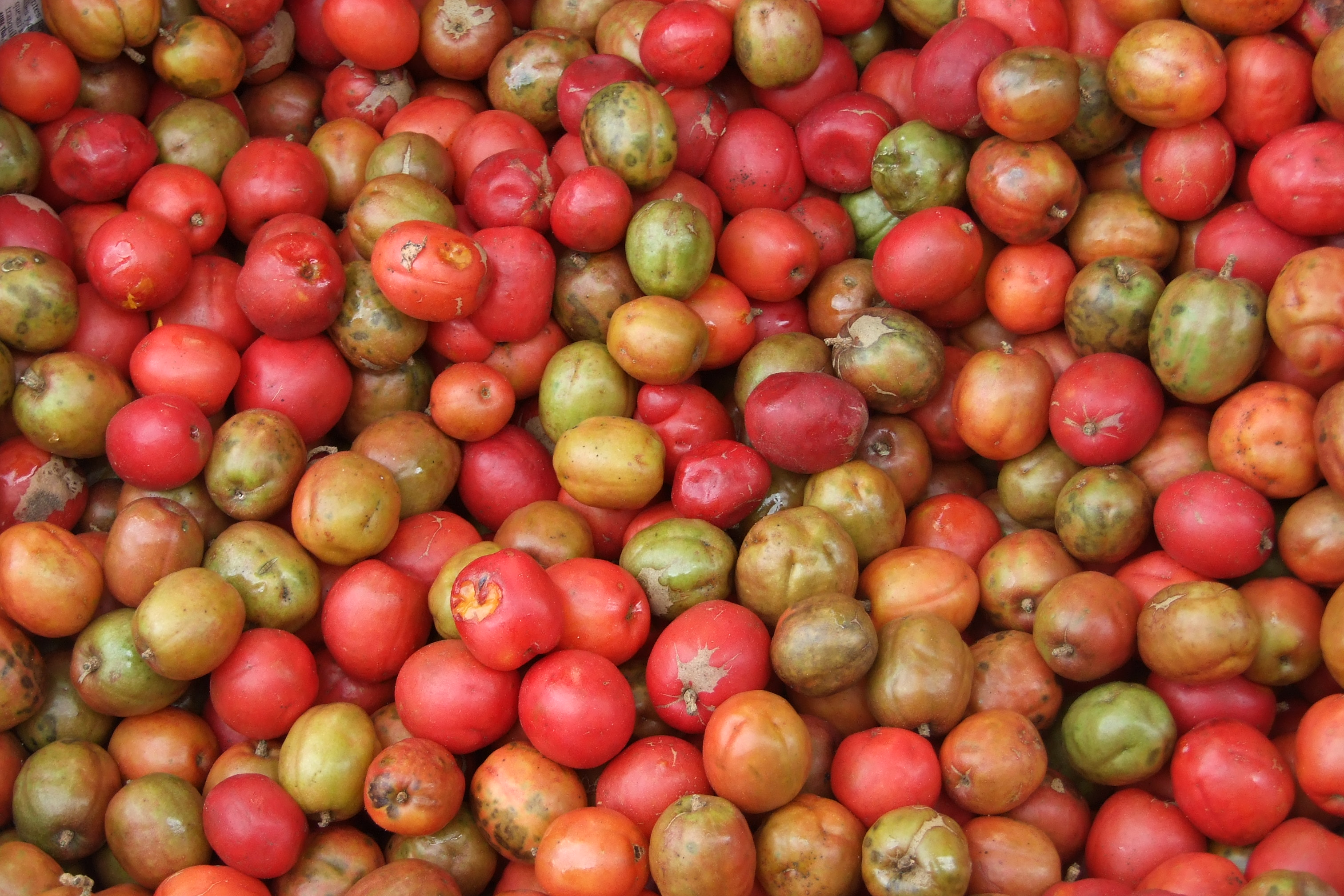